# Chennai Open Challenger 2019 - Doppio
Il doppio del torneo di tennis professionistico Chennai Open Challenger 2019, facente parte della categoria Challenger 80 nell'ambito dell'ATP Challenger Tour 2019, si è giocato dal 4 al 10 febbraio a Chennai, in India.
In finale Sriram Balaji e Vishnu Vardhan erano i detentori del titolo, ma hanno deciso di non partecipare al torneo.
In finale Gianluca Mager e Andrea Pellegrino hanno sconfitto Matt Reid e Luke Saville con il punteggio di 6–4, 7–6(7).

## Teste di serie
1. Matt Reid /  Luke Saville (finale)
2. Tomislav Draganja /  Yang Tsung-hua (semifinale)

1. Arjun Kadhe /  Saketh Myneni (primo turno)
2. André Göransson /  Harri Heliövaara (semifinale)

## Wild card
1. Sidharth Rawat /  Manish Sureshkumar (quarti di finale)
2. Anirudh Chandrasekar /  Abhinav Sanjeev Shanmugam (primo turno)

1. Lý Hoàng Nam /  Sumit Nagal (quarti di finale, ritiro)

## Ranking ITF
1. Ivan Nedelko / [[File:Template:Naz/EUS|class=noviewer|Template:Naz/EUS (bandiera)|20x16px]] Alexander Zhurbin (primo turno)

1. John Paul Fruttero /  David Pérez Sanz (primo turno)

## Tabellone

### Legenda
| - Q = Qualificato - WC = Wild card - LL = Lucky loser | - ALT = Alternate - SE = Special Exempt - PR = Protected Ranking | - w/o = Walkover - r = Ritirato - d = Squalificato |

|  | Primo turno | Primo turno                  | Primo turno                  | Primo turno                  | Primo turno |  |  | Quarti di finale | Quarti di finale           | Quarti di finale           | Quarti di finale         | Quarti di finale         |   |   | Semifinali | Semifinali           | Semifinali           | Semifinali           | Semifinali           |   |    | Finale | Finale | Finale | Finale | Finale |  |
|  |             |                              |                              |                              |             |  |  |                  |                            |                            |                          |                          |   |   |            |                      |                      |                      |                      |   |    |        |        |        |        |        |  |
|  | 1           | M Reid L Saville             | M Reid L Saville             | 7                            | 6           |  |  |                  |                            |                            |                          |                          |   |   |            |                      |                      |                      |                      |   |    |        |        |        |        |        |  |
|  |             | B Ellis B Mousley            | B Ellis B Mousley            | 64                           | 4           |  |  | 1                | M Reid L Saville           | M Reid L Saville           | 6                        | 6                        |   |   |            |                      |                      |                      |                      |   |    |        |        |        |        |        |  |
|  | WC          | S Rawat M Sureshkumar        | 65                           | 6                            | [10]        |  |  | WC               | S Rawat M Sureshkumar      | S Rawat M Sureshkumar      | 2                        | 2                        |   |   |            |                      |                      |                      |                      |   |    |        |        |        |        |        |  |
|  | WC          | A Chandrasekar AS Shanmugam  | 7                            | 2                            | [5]         |  |  |                  |                            |                            |                          |                          |   |   | 1          | M Reid L Saville     | M Reid L Saville     | 6                    | 6                    |   |    |        |        |        |        |        |  |
|  | 4           | A Göransson H Heliövaara     | A Göransson H Heliövaara     | A Göransson H Heliövaara     | w/o         |  |  |                  |                            | 4                          | A Göransson H Heliövaara | A Göransson H Heliövaara | 4 | 3 |            |                      |                      |                      |                      |   |    |        |        |        |        |        |  |
|  |             | A Davidovich Fokina C Moutet | A Davidovich Fokina C Moutet | A Davidovich Fokina C Moutet |             |  |  | 4                | A Göransson H Heliövaara   | A Göransson H Heliövaara   | 6                        | 6                        |   |   |            |                      |                      |                      |                      |   |    |        |        |        |        |        |  |
|  |             | L Grigelis M Safwat          | 710                          | 67                           | [8]         |  |  |                  | I Gakhov A Pavlioutchenkov | I Gakhov A Pavlioutchenkov | 3                        | 4                        |   |   |            |                      |                      |                      |                      |   |    |        |        |        |        |        |  |
|  |             | I Gakhov A Pavlioutchenkov   | 68                           | 79                           | [10]        |  |  |                  |                            |                            |                          |                          |   |   | 1          | M Reid L Saville     | M Reid L Saville     | 4                    | 67                   |   |    |        |        |        |        |        |  |
|  |             | VS Prashanth R Statham       | VS Prashanth R Statham       | 6                            | 6           |  |  |                  |                            |                            |                          |                          |   |   |            |                      |                      | G Mager A Pellegrino | G Mager A Pellegrino | 6 | 79 |        |        |        |        |        |  |
|  |             | B Klein T Matsui             | B Klein T Matsui             | 4                            | 4           |  |  |                  | VS Prashanth R Statham     | VS Prashanth R Statham     | 3                        | 1                        |   |   |            |                      |                      |                      |                      |   |    |        |        |        |        |        |  |
|  |             | G Mager A Pellegrino         | G Mager A Pellegrino         | 7                            | 6           |  |  |                  | G Mager A Pellegrino       | G Mager A Pellegrino       | 6                        | 6                        |   |   |            |                      |                      |                      |                      |   |    |        |        |        |        |        |  |
|  | 3           | A Kadhe S Myneni             | A Kadhe S Myneni             | 64                           | 3           |  |  |                  |                            |                            |                          |                          |   |   |            | G Mager A Pellegrino | G Mager A Pellegrino | 6                    | 6                    |   |    |        |        |        |        |        |  |
|  | WC          | NH Lý S Nagal                | NH Lý S Nagal                | 6                            | 6           |  |  |                  |                            | 2                          | T Draganja T-h Yang      | T Draganja T-h Yang      | 0 | 4 |            |                      |                      |                      |                      |   |    |        |        |        |        |        |  |
|  | ITF         | I Nedelko A Zhurbin          | I Nedelko A Zhurbin          | 1                            | 2           |  |  | WC               | NH Lý S Nagal              | NH Lý S Nagal              | NH Lý S Nagal            |                          |   |   |            |                      |                      |                      |                      |   |    |        |        |        |        |        |  |
|  | ITF         | JP Fruttero D Pérez Sanz     | 4                            | 6                            | [11]        |  |  | 2                | T Draganja T-h Yang        | T Draganja T-h Yang        | T Draganja T-h Yang      | w/o                      |   |   |            |                      |                      |                      |                      |   |    |        |        |        |        |        |  |
|  | 2           | T Draganja T-h Yang          | 6                            | 2                            | [13]        |  |  |                  |                            |                            |                          |                          |   |   |            |                      |                      |                      |                      |   |    |        |        |        |        |        |  |